# My Favorite Blonde
My Favorite Blonde – amerykański film komediowy z 1942 roku w reżyserii Sidneya Lanfielda, w którym występują Bob Hope i Madeleine Carroll.

## Obsada
- Bob Hope
- Madeleine Carroll
- Gale Sondergaard
- George Zucco
- Lionel Royce
- Walter Kingsford
- Victor Varconi
- Otto Reichow
- Esther Howard
- Edward Gargan
- James Burke
- Charles Cane
- Crane Whitley
- Dooley Wilson
- Milton Parsons
- Bing Crosby (niewymieniony w czołówce)